# 炽道
《炽道》是一部中華人民共和國青春竞技题材电视剧。该剧改编自晋江文学城Twentine的同名小说，由伊峥执导，郝茹、辛晓阳、孙梦洁担任编剧，金晨、王安宇主演。主要讲述一位田徑運動員與一位助教互相砥礪的故事。於2022年9月29日在优酷视频宠爱剧场首播。台灣OTT由LINE TV同步跟播。
《炽道》于2021年12月20日在泉州晋江市开机，2022年4月6日杀青。